# Ard van der Steur

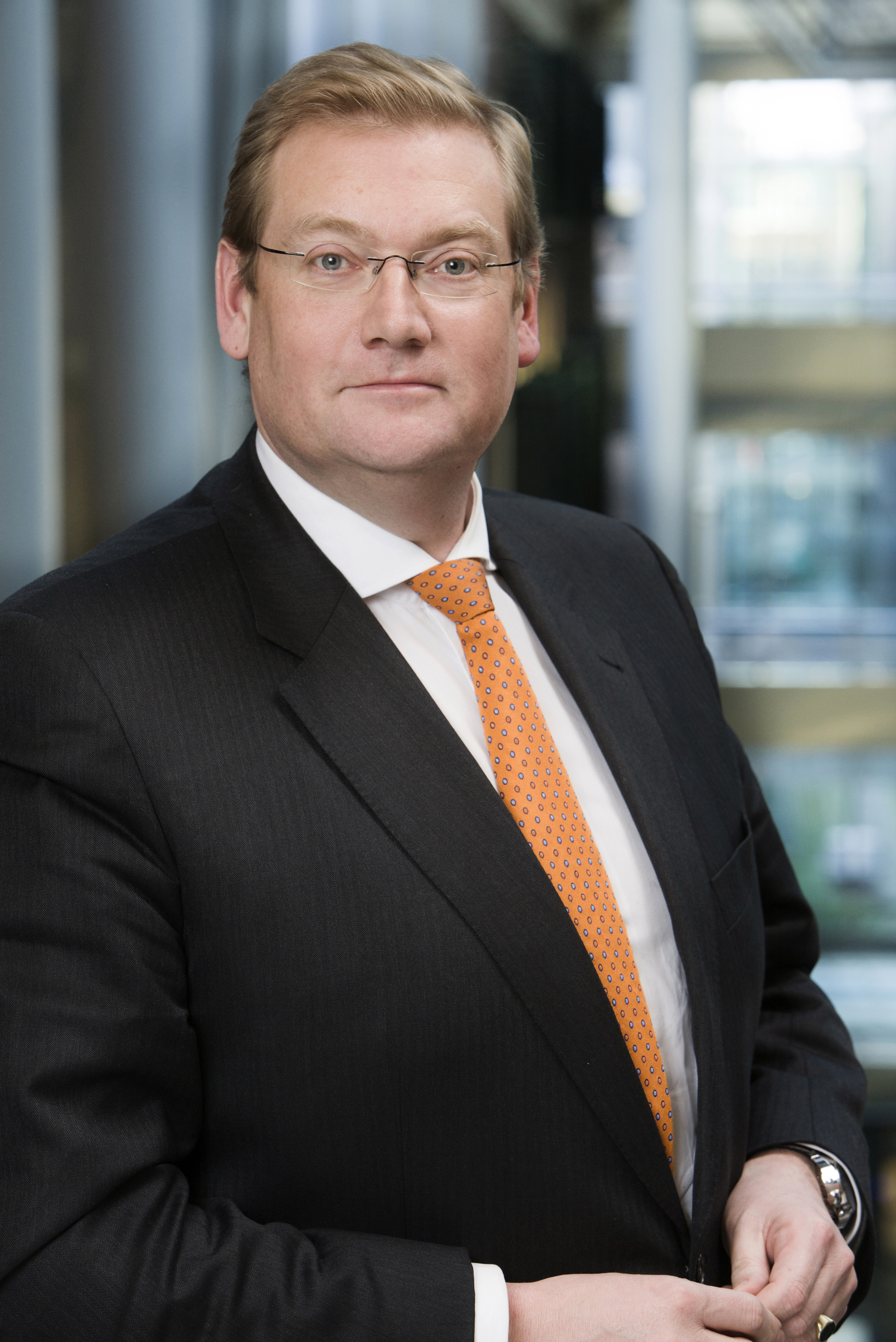
Ard van der Steur (2012)

Gerard Adriaan „Ard“ van der Steur (* 7. Oktober 1969 in Haarlem, Provinz Nordholland) ist ein niederländischer Rechtsanwalt und Politiker der Volkspartij voor Vrijheid en Democratie (VVD). Er war zwischen 2010 und 2015 Mitglied der Zweiten Kammer der Generalstaaten und vom 20. März 2015 bis zum 26. Januar 2017 Minister für Sicherheit und Justiz im zweiten Kabinett von Ministerpräsident Mark Rutte.

## Leben
Van der Steur besuchte nach der Grundschule zwischen 1982 und 1988 das Gymnasium Sancta Maria in Haarlem und begann anschließend 1988 ein Studium im Fach Recht der Niederlande mit dem Schwerpunkt Bürgerliches Recht an der Reichsuniversität Leiden, das er 1995 abschloss. Während des Studiums war zwischen 1992 und 1995 Mitarbeiter der Rechtsanwaltsvereinigung Nederlandse Orde van Advocaten. Nach Abschluss des Studiums nahm er 1995 eine Tätigkeit als Rechtsanwalt in der Anwaltskanzlei NautaDutilh N.V in Rotterdam, eine Anwaltsgemeinschaft mit mehreren Vertretungen und 400 Rechtsanwälten, und war dort bis 2006 tätig. Nach einer Fortbildung im Sommer 2005 an der Ausländeruniversität Perugia (Università per Stranieri di Perugia) wurde er zuletzt 2005 Partner der Kanzlei.
Daneben begann van der Steur, der seit 1988 Mitglied der Volkspartij voor Vrijheid en Democratie (VVD) ist, seine politische Laufbahn in der Kommunalpolitik und war zwischen dem 14. März 2002 und dem 1. Januar 2006 Mitglied des Gemeinderates von Warmond beziehungsweise nach deren Zusammenlegung mit den Gemeinden Sassenheim und Voorhout vom 1. Januar 2006 bis zum 27. März 2014 Mitglied des Gemeinderates von Teylingen. Während dieser Zeit war er zwischen 2002 und 2010 auch Vorsitzender der VVD-Fraktion im Gemeinderat.
Neben seiner anwaltlichen Tätigkeit war er zwischen 2006 und 2010 in Teilzeit Dozent für Bürgerliches Recht an der Universität Leiden sowie zugleich von 2007 bis 2010 nebenberuflicher Rechtsberater der Drogeriekette DA. Außerdem ist er seit 2006 Eigentümer eines Unternehmens für Inhouse-Seminare für Rechtsanwälte und andere juristische Dienstleister sowie seit 2009 Inhaber der Anwaltskanzlei Van der Steur Advocatuur.
Als Kandidat der VVD wurde er am 17. Juni 2010 zum Mitglied der Zweiten Kammer der Generalstaaten gewählt und gehörte dieser bis zum 20. März 2015 an.
Am 20. September 2015 wurde van der Steur von Ministerpräsident Mark Rutte als Minister für Sicherheit und Justiz (Minister van Veiligheid en Justitie) in dessen zweites Kabinett berufen. Am 26. Januar 2017 abends trat van der Steur als Minister zurück. 